# بويد كان
بويد كان هو لاعب هوكي الجليد كندي، ولد في 18 أبريل 1978 في سويفت كورنت في كندا.

## وصلات خارجية
- بويد كان على موقع دوري الهوكي الوطني (الإنجليزية)
- بويد كان على موقع قاعة مشاهير الهوكي (لاعب أن.إتش.أل) (الإنجليزية)
- بويد كان على موقع EliteProspects.com (الإنجليزية)
- بويد كان على موقع HockeyDB.com (الإنجليزية)
- بويد كان على موقع Hockey-Reference.com (الإنجليزية)